# Margarete von Bayern (1456–1501)

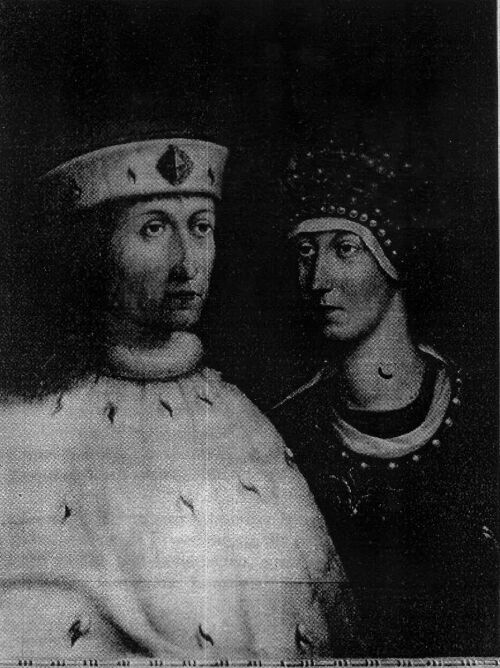

Margarete von Bayern (* 7. November 1456 in Amberg; † 25. Februar 1501 in Heidelberg) war eine Prinzessin von Bayern-Landshut und durch Heirat Kurfürstin von der Pfalz.

## Leben
Margarete war eine Tochter des Herzogs Ludwig IX. des Reichen von Bayern-Landshut (1417–1479) aus dessen Ehe mit Amalia (1436–1501), Tochter des sächsischen Kurfürsten Friedrich II.
Sie heiratete 1474, im Rahmen aufwändig begangener Feierlichkeiten, in Amberg („Amberger Hochzeit“) den nachmaligen Kurfürsten Philipp den Aufrichtigen von der Pfalz (1448–1508), der vorher Ehekandidatinnen wie Maria von Burgund und Anna, Erbin der Grafschaft Katzenelnbogen ausgeschlagen hatte. Bei der Hochzeit waren mehr als 1.000 Gäste anwesend, darunter 14 regierende Fürsten. Es wurden große Mengen Lebensmittel verzehrt, neben 110.000 Litern Wein auch 10.000 Hühner.
Zwei Jahre nach der Vermählung wurde Philipp Kurfürst von der Pfalz. Im Jahr 1482 floh Margarete vor der Pest aus Heidelberg auf die Burg Winzingen, wo sie den nachmaligen Kurfürsten Friedrich II. zur Welt brachte.
Margarete starb 1501 in Heidelberg und wurde in der Heiliggeistkirche beigesetzt. Der Priester Pallas Spangel hielt ihr beim Begräbnis die Trauerrede. Ihre Epitaphinschrift hat der Historiker Johann Franz Capellini von Wickenburg (1677–1752) in Band 1 des „Thesaurus Palatinus“ überliefert.
Dank seiner Gemahlin hatte Philipp ein gutes Verhältnis zu Margaretes Bruder, Herzog Georg dem Reichen, zwei ihrer Kinder heirateten 1499. Die dynastische Verbindung war Ausgangspunkt politischen und militärischen Zusammenwirkens Bayern-Landshuts und der Kurpfalz. Georg, der keine männlichen Nachkommen hatte, setzte den Sohn seiner Schwester und gleichzeitig seinen Schwiegersohn schließlich testamentarisch zum Erben ein.

## Nachkommen
Aus ihrer Ehe hatte Margarete folgende Kinder:
- Ludwig V. (1478–1544), Kurfürst von der Pfalz

⚭ 1511 Prinzessin Sibylle von Bayern-München (1489–1519)
- Philipp (1480–1541), Bischof von Freising und Naumburg
- Ruprecht (1481–1504)

⚭ 1499 Prinzessin Elisabeth von Bayern-Landshut (1478–1504)
- Friedrich II. (1482–1556), Kurfürst von der Pfalz

⚭ 1535 Prinzessin Dorothea von Dänemark (1520–1580)
- Elisabeth (1483–1522)

⚭ 1498 Landgraf Wilhelm III. von Hessen (1471–1500)
⚭ 1503 Markgraf Philipp I. von Baden (1479–1533)
- Georg (1486–1529), Bischof von Speyer
- Heinrich (1487–1552), Bischof von Utrecht, Freising und Worms
- Johann III. (1488–1538), Bischof von Regensburg
- Amalie (1490–1525)

⚭ 1513 Herzog Georg I. von Pommern (1493–1551)
- Barbara (1491–1505)
- Helene (1493–1524)

⚭ 1513 Herzog Heinrich V. von Mecklenburg (1479–1552)
- Wolfgang (1494–1558), Pfalzgraf in Neumarkt, Statthalter der Oberpfalz
- Otto Heinrich (*/† 1496)
- Katharina (1499–1526), Äbtissin in Neuburg am Neckar